# Islas de Mangsi
Islas de Mangsi, también conocidas como de Mangsee, 
es un grupo de islas situadas en Filipinas, adyacente a la de Paragua, al sur del grupo de Balábac frente a las costas de la isla de Banguey adyacente a la de Borneo.
Administrativamente forman parte del barrio de Mangsi, el más meridional del municipio filipino de Balábac  de tercera categoría perteneciente a la provincia  de Paragua en  Mimaro,  Región IV-B de Filipinas.

## Geografía
Estas islas distan unos 40 kilómetros al sureste de la isla de Balábac y a escasos 8 de las costas de Malasia.
Linda al norte con el canal de Lumbucán;
al sur con isla de Banguey (Banggi), adyacente a la de Borneo;
al este con el mar del Oeste de Filipinas, estrecho de Balábac;
y al oeste con el mar de Joló.
Comprende el arrecife coralino de Coycoy (Mangsi Great Reef) y las siguientes islas e islotes: Salingsingán, Mangsi del Norte y Mangsi del Sur.

## Historia
Balábac formaba parte de la provincia española de  Calamianes, una de las 35 del archipiélago Filipino, en la parte llamada de Visayas. Pertenecía a la audiencia territorial  y Capitanía General de Filipinas, y en lo espiritual a la diócesis de Cebú.
De la provincia de Calamianes se segrega la Comandancia Militar del Príncipe, con su capital en Príncipe Alfonso, en honor del que luego sería el rey Alfonso XII, nacido en 1857.